# 神杉酒造
神杉酒造株式会社（かみすぎしゅぞう）は、愛知県安城市にある醸造会社。清酒、本みりん、焼酎などを製造している。西三河地方を代表する酒蔵である。現在の第17代当主は杉本多起哉であり、大学時代には微生物の研究を行っていた。現在の杜氏は野々垣高雄であり、大学時代には無機化学の研究を行っていた。

## 沿革

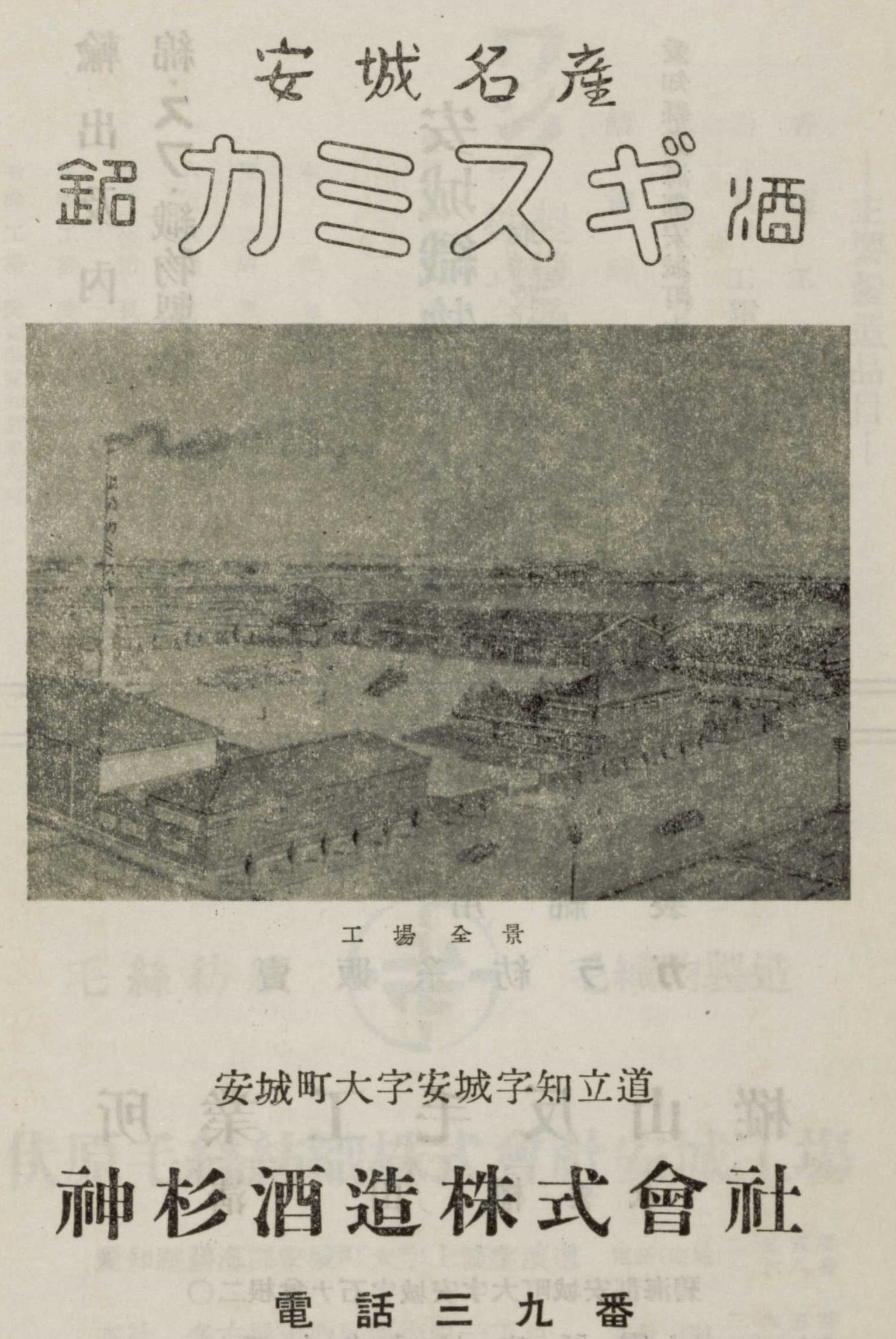
1951年の神杉酒造の広告

1805年（文化2年）10月、三河国碧海郡鴛鴨（後の碧海郡寿恵野村、続いて碧海郡上郷町、現在の豊田市鴛鴨町）で杉本庄兵衛（名跡であり、2代目以降も庄兵衛を名乗った）が創業した。この地は矢作川に近く、酒米や製品は川船で運んでいた。第7代当主の杉本庄兵衛の代で、醸造の神である大神神社（大和国桜井）から神杉という名称を拝名した。碧海郡安城町に国鉄東海道本線安城駅が開業すると、1937年（昭和12年）には安城駅北側の現在地に移転した。創業地から安城に移築した蔵もある。会社としての設立は1940年（昭和15年）。太平洋戦争後すぐ、西尾市にある酒蔵、幡豆郡吉良町にある酒蔵と合併した。
1983年（昭和58年）には名古屋国税局が主催する新酒鑑評会の吟醸酒部門で首位賞を受賞した。2001年（平成13年）には全国日本酒コンテストの普通吟醸・純米吟醸部門で「純米吟醸・杉の舞」がグランプリを受賞した。2002年（平成14年）には名古屋国税局が主催する新酒鑑評会の吟醸酒部門で首位賞を受賞した。2006年（平成18年）には、愛知県産業技術研究所食品工業技術センターが古代米の紫黒米を用いたルビー色の味醂と酢を開発したが、2007年（平成19年）には神杉酒造が生産効率の向上や保存期間の長期化に取り組み、「Cremisi」として商品化した。2010年（平成22年）には「Cremisi」が2009年度優良ふるさと食品中央コンクールの新技術開発部門で最優秀賞の農林水産大臣賞を受賞した。
2009年（平成21年）から2013年（平成25年）にかけて5年連続で、中部ニュービジネス評議会おもてなし向上部会が主催する「なごや美酒欄」で金鯱賞を受賞した。2016年（平成28年）には愛知県立大学外国語学部の学生らが、神杉酒造を英語・フランス語・ロシア語・日本語の4か国語で紹介するパンフレットを作成し、3月26日に開催された蔵開きに訪れた外国人見学客らに配布した。

## 特色
酒米は愛知県産にこだわりを持っており、主に奥三河で生産されている「夢山水」、安城市で生産されている「若水」を使用している。「若水」は1980年代後半に安城市の農業試験場で開発された酒米であり、2004年（平成16年）から安城市の農家に生産を依頼している。2015年（平成27年）時点では原料米の90%が安城市産だった。
仕込み水はもちろん雑用水にも、安城市を流れる矢作川の伏流水（地下水）を用いている。この地下水はミネラル分が少ない軟水であり、神杉酒造の敷地内にある井戸からくみ上げている。井戸の地下水は一年中摂氏17度から18度に保たれている。安城七夕まつり、神杉酒造の蔵開きや新酒まつり、蔵見学などの際には、仕込水を無料で配布している。蔵開きには3500人以上が詰めかける。
精米工程は外部委託する酒蔵が多いとされるが、神杉酒造では敷地内に精米所を設けている。酒米「若水」は精米が困難な品種であり、かつては精米歩合65%が限界とされていたが、自家精米で精米技術を向上させることで45%までの精米が可能となった。

## 銘柄

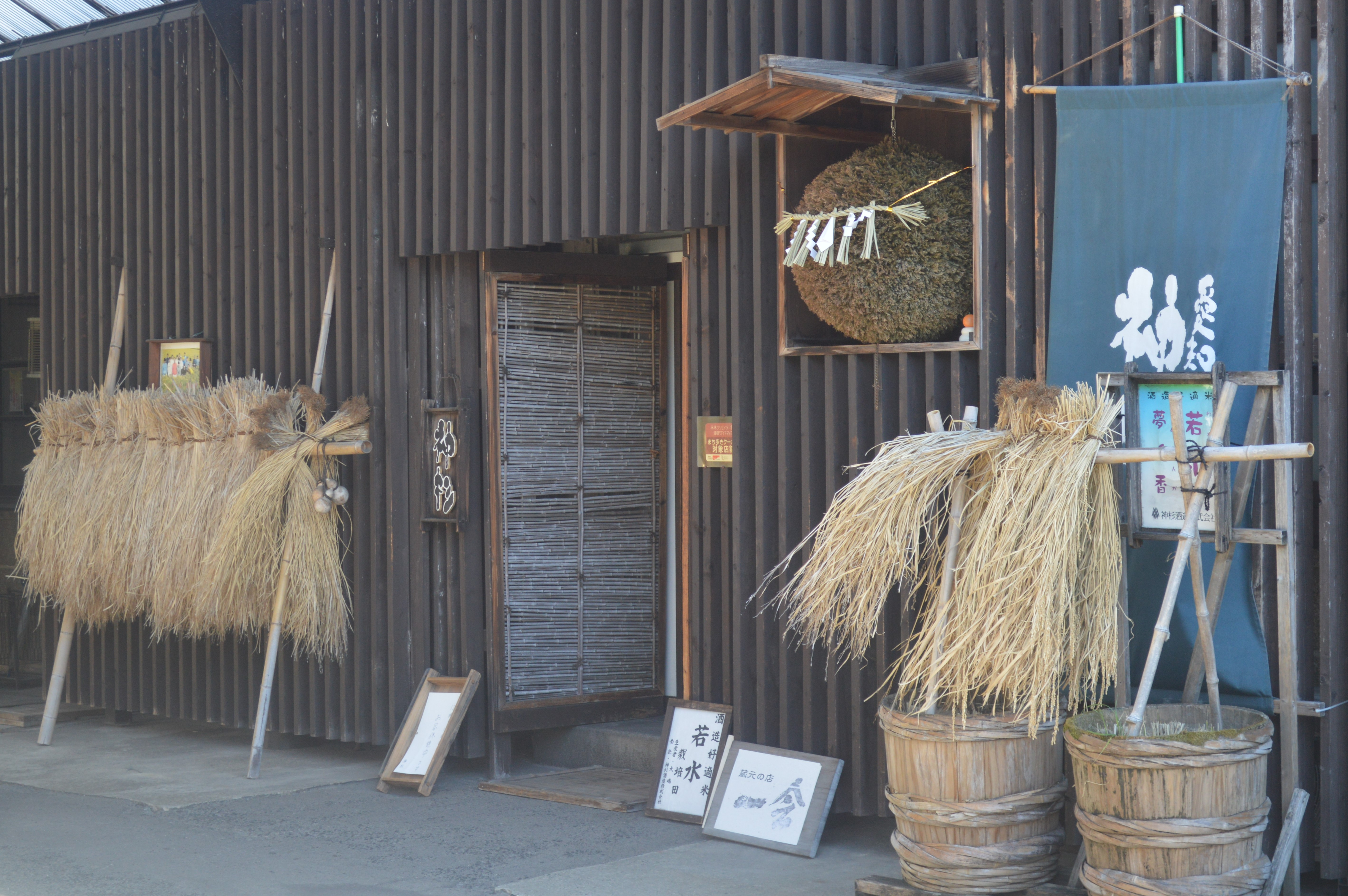
事務所入口

- 普通酒
  - 神杉 三河の酒
  - 神杉 上撰
  - 敷嶋 佳撰
  - 敷嶋 上撰
  - 御室桜 三河の酒
  - 御室桜 上撰
  - 人生劇場 辛口

- 純米酒
  - 神杉 あじわいもよう純米
  - 神杉 特別純米酒

- 本醸造酒
  - 神杉 本醸造
  - 神杉 本醸造 若水穂
  - 神杉 特別本醸造
  - 人生劇場 本醸造 辛口

- 吟醸酒
  - 神杉 大吟醸
  - 神杉 純米大吟醸 泰然
  - 神杉 杜氏のこだわり
  - 大吟醸 斗びんどり
  - 神杉 秘蔵酒

- 純米吟醸酒
  - 神杉 吟醸
  - 純米吟醸 杉の舞
  - 純米大吟醸 若水穂
  - 碧海野 大吟醸
  - 碧海野 純米大吟醸

- あま酒
  - 神杉 造り酒屋のあま酒
  - 神杉 造り酒屋の黒米あま酒

- みりん
  - 本みりん 神杉
  - 本格拾年熟成本みりん
  - みりん Cremisi

## 受賞
2018年（平成30年）時点で、名古屋国税局新酒鑑評会では通算46回も金賞を受賞しており、2007年（平成19年）までは22年連続で金賞を受賞していた。2018年時点で、全国新酒鑑評会では通算16回も金賞を受賞している。
- 1971年（昭和46年） - 全国酒類調味食品品評会 ダイヤモンド賞[13][4]
- 1983年（昭和58年） - 名古屋国税局新酒鑑評会 吟醸酒首位賞[13][4]
- 2001年度（平成13年度） - 全国新酒鑑評会 金賞 - 「神杉」
- 2001年（平成13年） - 『特選街』誌全国日本酒コンテスト 普通吟醸・純米吟醸部門グランプリ - 「純米吟醸・杉の舞」[13][4]
- 2002年（平成14年） - 名古屋国税局新酒鑑評会 純米吟醸首位賞[13][4]
- 2004年度（平成16年度） - 全国新酒鑑評会 金賞 - 「神杉」
- 2009年度（平成21年度） - 優良ふるさと食品中央コンクール 農林水産大臣賞 - 純米本みりん「クレミシ」[13]
- 2009年（平成21年） - なごや美酒欄 金鯱賞 - 「大吟醸・斗びんどり」[13][4]
- 2010年（平成22年） - なごや美酒欄 金鯱賞 - 「大吟醸・斗びんどり」[13][4]
- 2011年（平成23年） - なごや美酒欄 金鯱賞 - 「大吟醸・斗びんどり」[13][4]
- 2012年（平成24年） - なごや美酒欄 金鯱賞 - 「大吟醸・斗びんどり」[13][4]
- 2013年（平成25年） - なごや美酒欄 金鯱賞 - 「大吟醸・斗びんどり」[13][4]

## 基本情報
所在地
愛知県安城市明治本町20番5号
アクセス
JR東海道本線安城駅から徒歩10分
酒蔵見学
期間 - 通年の平日（酒造期は10月1日から3月31日が酒造期）
時間 - 10:00から16:00
予約制